# Persone di nome Lloyd
| Questa pagina contiene informazioni ricavate automaticamente dalle voci biografiche con l'ausilio del template Bio e di un bot. L'aggiornamento è periodico e automatico e ricostruisce completamente la pagina. Se manca una persona in questa lista, sei pregato di non aggiungerla, ma accertati piuttosto che la sua voce biografica contenga il template Bio e che i dati anagrafici siano correttamente compilati. Se il template Bio manca, inseriscilo tu stesso o, in alternativa, metti l'avviso {{tmp\|Bio}} che ne segnala la mancanza. Se i dati riportati sono sbagliati, correggi direttamente la voce biografica; le modifiche saranno visibili in questa lista entro pochi giorni. Per chiarimenti vedi il progetto antroponimi. La lista contiene solo le 82 persone che sono citate nell'enciclopedia e per le quali è stato implementato correttamente il template Bio. Pagina aggiornata al 6 ago 2025. |

Questa è una lista di persone presenti nell'enciclopedia che hanno il nome Lloyd, suddivise per attività principale.

## Allenatori di calcio(1)
- Lloyd Chitembwe, allenatore di calcio e ex calciatore zimbabwese (n. 1971)

## Allenatori di pallacanestro(2)
- Gene Keady, allenatore di pallacanestro statunitense (Larned, n. 1936)
- Lloyd Pierce, allenatore di pallacanestro e ex cestista statunitense (San Jose, n. 1976)

## Animatori(1)
- Lloyd Vaughan, animatore statunitense (Portland, n. 1909 - Burbank, † 1988)

## Arbitri di pallacanestro(1)
- Lloyd Leith, arbitro di pallacanestro e allenatore di pallacanestro statunitense (San Francisco, n. 1902 - San Francisco, † 1979)

## Astronauti(1)
- Blaine Hammond, ex astronauta statunitense (Savannah, n. 1952)

## Attori(12)
- Lloyd Bochner, attore canadese (Toronto, n. 1924 - Santa Monica, † 2005)
- Beau Bridges, attore e regista statunitense (Los Angeles, n. 1941)
- Lloyd Bridges, attore statunitense (San Leandro, n. 1913 - Los Angeles, † 1998)
- Lloyd Corrigan, attore, regista e sceneggiatore statunitense (San Francisco, n. 1900 - Woodland Hills, † 1969)
- Lloyd Gough, attore statunitense (New York, n. 1907 - Los Angeles, † 1984)
- Lloyd Hamilton, attore statunitense (Oakland, n. 1891 - Hollywood, † 1935)
- Lloyd Hughes, attore statunitense (Bisbee, n. 1897 - San Gabriel, † 1958)
- Lloyd Ingraham, attore, regista e sceneggiatore statunitense (Rochelle, n. 1874 - Woodland Hills, † 1956)
- Lloyd Lamble, attore australiano (Melbourne, n. 1914 - Falmouth, † 2008)
- Lloyd Nolan, attore statunitense (San Francisco, n. 1902 - Los Angeles, † 1985)
- Lloyd Perl, attore statunitense (California, n. 1909 - Los Angeles, † 1993)
- Lloyd Sherr, attore e doppiatore statunitense (Los Angeles, n. 1956)

## Banchieri(1)
- Lloyd Blankfein, banchiere statunitense (New York City, n. 1954)

## Bobbisti(1)
- Lloyd Johnson, ex bobbista statunitense

## Calciatori(12)
- Lloyd Barker, ex calciatore e allenatore di calcio giamaicano (Kingston, n. 1970)
- Lloyd Doyley, ex calciatore inglese (Harrow, n. 1982)
- Lloyd Dyer, ex calciatore inglese (Birmingham, n. 1982)
- Lloyd Isgrove, calciatore gallese (Yeovil, n. 1993)
- Lloyd James, calciatore gallese (Bristol, n. 1988)
- Lloyd Kazapua, calciatore namibiano (Windhoek, n. 1989)
- Lloyd Kelly, calciatore inglese (Bristol, n. 1998)
- Lloyd McLean, calciatore giamaicano (Kingston, n. 1947 - † 2017)
- Lloyd Mumba, calciatore zambiano (Lusaka, n. 1983 - Lusaka, † 2008)
- Lloyd Owusu, ex calciatore inglese (Slough, n. 1976)
- Lloyd Palun, calciatore francese (Arles, n. 1988)
- Lloyd Sam, ex calciatore inglese (Leeds, n. 1984)

## Cantanti(2)
- Lloyd, cantante statunitense (New Orleans, n. 1986)
- Lloyd Price, cantante statunitense (Kenner, n. 1933 - New Rochelle, † 2021)

## Cantautori(2)
- Lloyd Cole, cantautore britannico (Buxton, n. 1961)
- Ed Robertson, cantautore e musicista canadese (Scarborough, n. 1970)

## Cestisti(8)
- Lloyd Batts, ex cestista statunitense (Chicago, n. 1951)
- Lloyd Daniels, ex cestista statunitense (Brooklyn, n. 1967)
- Sonny Dove, cestista statunitense (Brooklyn, n. 1945 - Brooklyn, † 1983)
- Lloyd Neal, ex cestista statunitense (Talbotton, n. 1950)
- Lloyd Pandi, cestista canadese (Ottawa, n. 1999)
- Lloyd Sharrar, cestista statunitense (Meadville, n. 1936 - Lincoln, † 1984)
- Lloyd Terry, ex cestista statunitense (Gary, n. 1957)
- Lloyd Walton, ex cestista statunitense (Chicago, n. 1953)

## Ciclisti su strada(1)
- Lloyd Mondory, ex ciclista su strada francese (Cognac, n. 1982)

## Direttori della fotografia(1)
- Lloyd Ahern II, direttore della fotografia statunitense (Los Angeles, n. 1942)

## Generali(2)
- Lloyd Austin, generale e politico statunitense (Mobile, n. 1953)
- Lloyd Fredendall, generale statunitense (Cheyenne, n. 1883 - San Diego, † 1963)

## Giocatori di football americano(2)
- Lloyd Burruss, ex giocatore di football americano statunitense (Charlottesville, n. 1957)
- Lloyd Cushenberry, giocatore di football americano statunitense (St. Gabriel, n. 1997)

## Golfisti(1)
- Tim Boyd, golfista statunitense (Natchez, n. 1861 - Milwaukee, † 1914)

## Lottatori(1)
- Lloyd Appleton, lottatore statunitense (Edgewood, n. 1906 - Oberlin, † 1999)

## Matematici(1)
- Lloyd Stowell Shapley, matematico e economista statunitense (Cambridge, n. 1923 - Tucson, † 2016)

## Militari(2)
- Lloyd Herbert Hughes, militare e aviatore statunitense (Alexandria, n. 1921 - Câmpina, † 1943)
- Lloyd Mathews, militare e politico britannico (Funchal, n. 1850 - Zanzibar, † 1901)

## Pastori protestanti(1)
- Lloyd Geering, pastore protestante e teologo neozelandese (Rangiora, n. 1918)

## Pattinatori artistici su ghiaccio(1)
- Lloyd Eisler, ex pattinatore artistico su ghiaccio canadese (n. 1963)

## Pistard(1)
- Lloyd Hildebrand, pistard britannico (Londra, n. 1870 - Levallois-Perret, † 1924)

## Poeti(1)
- Lloyd Haft, poeta, traduttore e sinologo olandese (Wisconsin, n. 1946)

## Politici(5)
- Lloyd Bentsen, politico statunitense (Mission, n. 1921 - Houston, † 2006)
- Lloyd Doggett, politico e magistrato statunitense (Austin, n. 1946)
- Ted Poe, politico statunitense (Temple, n. 1948)
- Lloyd Erskine Sandiford, politico e diplomatico barbadiano (Isole Sopravento Britanniche, n. 1937 - Bridgetown, † 2023)
- Lloyd Smucker, politico statunitense (Lancaster, n. 1964)

## Produttori cinematografici(2)
- Lloyd Levin, produttore cinematografico statunitense (n. 1958)
- Lloyd Phillips, produttore cinematografico sudafricano (Città del Capo, n. 1949 - Malibù, † 2013)

## Rapper(1)
- Lloyd Banks, rapper statunitense (New Carrollton, n. 1982)

## Registi(3)
- Lloyd Bacon, regista, attore e sceneggiatore statunitense (San Jose, n. 1889 - Burbank, † 1955)
- Lloyd Kaufman, regista, attore e sceneggiatore statunitense (New York, n. 1945)
- Lloyd Richards, regista canadese (Toronto, n. 1919 - New York, † 2006)

## Rugbisti a 15(1)
- Lloyd Johansson, rugbista a 15 australiano (Melbourne, n. 1985)

## Sceneggiatori(1)
- Lloyd Lonergan, sceneggiatore e regista statunitense (Chicago, n. 1870 - New York, † 1937)

## Scrittori(3)
- Lloyd Alexander, scrittore statunitense (Filadelfia, n. 1924 - Drexel Hill, † 2007)
- Lloyd Jones, scrittore neozelandese (Lower Hutt, n. 1955)
- Lloyd Pye, scrittore statunitense (Houma, n. 1946 - † 2013)

## Tennisti(3)
- Lloyd Bourne, ex tennista statunitense (Los Angeles, n. 1958)
- Lloyd Glasspool, tennista britannico (Redditch, n. 1993)
- Lloyd Harris, tennista sudafricano (Città del Capo, n. 1997)

## Tiratori a segno(1)
- Lloyd Spooner, tiratore a segno statunitense (Tacoma, n. 1884 - Zephyrhills, † 1966)

## Velocisti(1)
- Lloyd LaBeach, velocista panamense (Panama, n. 1922 - New York, † 1999)

## Senza attività specificata(2)
- Lloyd Langlois, ex sciatore freestyle canadese (n. 1962)
- Lloyd Riggins, ex ballerino e coreografo statunitense (New York, n. 1969)